# Solanum tetrathecum
Solanum tetrathecum är en potatisväxtart som beskrevs av Ferdinand von Mueller. Solanum tetrathecum ingår i släktet skattor som ingår i familjen potatisväxter. Inga underarter finns listade i Catalogue of Life.